# 天主教安庆总教区
天主教安慶總教區（拉丁語：Archidioecesis Nganchimensis，中國官方：安徽教區）是天主教在中國安徽省西部設立的一個總教區。

## 歷史

### 宗座代牧區時期
1929年2月21日，聖座從管轄安徽全省教務的蕪湖宗座代牧區分出安徽省北部和西部，成立蚌埠宗座代牧區和安慶宗座代牧區，西班牙籍耶穌會會士梅耿光擔任安慶宗座代牧。安慶宗座代牧區由西班牙耶穌會神父負責。下轄安慶、合肥、六安、太湖、廣德和貴池共6個總鐸區，111處宗教活動場所，約3萬位信徒。

### 總教區時期

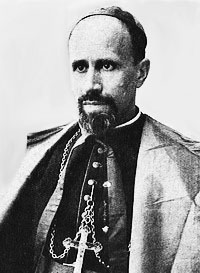
梅耿光總主教

1946年4月11日，聖座在中國建立聖統制，安慶宗座代牧區升格為安慶總教區，梅耿光成為首任安慶總教區總主教。至1949年，尚在安慶教區的外國傳教士有59人，其中西班牙籍51人，德國籍3人，哥倫比亞籍2人，墨西哥籍2人，義大利籍1人。
1949年10月1日，中國共產黨在中國大陸地區建立中華人民共和國，並開始針對天主教進行宗教迫害及打壓。1952年，梅耿光總主教及其他外國傳教士先後被中國政府驅逐出境。
1957年反右鬥爭開始後，天主教活動被禁止。1980年，神職人員和信徒的20多件冤案得到平反。1983年，耶穌聖心主教座堂整修後恢復宗教活動。1989年，市區信徒有30多人，太湖、宿松各有信徒25人和20人。
1997年，安慶總教區恢復正常動作。2000年，市區信徒增至350人，其中常進教堂80人左右。太湖、宿松各有75人和60人。全市信徒人數共480餘人。
2001年7月，中國官方組織中國天主教愛國會未經聖座准許，將安徽省的蕪湖教區、蚌埠教區和安慶總教區合併為安徽教區，撤銷安慶總教區。

## 所在教省所辖教区
除總教區外，安慶總教區所在的安徽教省還轄下有2個教區：
- 天主教芜湖教区
- 天主教蚌埠教区

## 教堂
- 耶稣圣心主教座堂：位于安庆黄家狮（今孝肃路与锡麟街交汇处）
- 伯多禄堂：西门太平寺街，今为太平寺小学
- 若瑟堂：北门荣升街，今为单位用房

## 歷任主教

劉新紅主教牧徽

### 安慶宗座代牧
- 梅耿光主教,SJ（1930年2月14日-1946年4月11日）

### 安慶總主教
- 梅耿光總主教,SJ（1946年4月11日–1978年10月25日）
- 朱化宇神父（1997年-2005年2月26日）：自選自聖，未狻聖座承認
- 劉新紅主教（2006年5月3日-現在）：自選自聖，2018年9月22日獲赦免及承認

## 信徒
1950年，安庆教区有信徒28,268人

## 社会事业
- 学校：安庆崇文中学、六安崇义中学、合肥崇善中学
- 医院：安庆若瑟医院
- 育婴堂：安庆圣母院育婴堂、太湖天主教育婴堂、宿松天主教育婴堂、建德天主教育婴堂、东至青山桥育婴堂
- 安庆天主堂牛奶场